# Bestie z południowych krain
Bestie z południowych krain (ang. Beasts of the Southern Wild, 2012) – amerykański niezależny dramat fantasy w reżyserii Benha Zeitlina, będący jego pełnometrażowym debiutem. Adaptacja sztuki Juicy and Delicious autorstwa Lucy Alibar.
Światowa premiera filmu miała miejsce 20 stycznia 2012 podczas 27. Sundance Film Festival, na którym to obraz otrzymał nagrodę główną − Wielką Nagrodę Jury za film dramatyczny. Następnie film został zaprezentowany m.in. 18 maja na 65. MFF w Cannes oraz 3 lipca na MFF w Karlowych Warach. Polska premiera filmu nastąpiła 19 lipca w ramach 11. MFF Nowe Horyzonty we Wrocławiu. Z dniem 12 października polski dystrybutor filmu, Gutek Film, wprowadził obraz do dystrybucji na terenie kraju.

## Fabuła
Mała Hushpuppy, mieszka wraz z niegardzącym alkoholem ojcem w małej zapomnianej przez Boga wiosce. Pewnego dnia przychodzi największy i najdłuższy w historii deszcz, który niesie za sobą wielką powódź. Hushpuppy wraz z ojcem, podobnie jak większość mieszkańców osady postanawiają przetrwać kataklizm oraz kolejne nadchodzące niebezpieczeństwo. Rezolutna dziewczynka doskonale dostosowuje się do nowych okoliczności.

## Obsada
- Quvenzhané Wallis jako Hushpuppy
- Dwight Henry jako Wink
- Jonshel Alexander jako Joy Strong
- Marilyn Barbarin jako Śpiewaczka
- Kaliana Brower jako T-Lou
- Nicolas Clark jako Sticks
- Henry D. Coleman jako Peter T
- Levy Easterly jako Jean Battiste
- Philip Lawrence jako Dr Maloney

i inni

## Nagrody i nominacje
85. ceremonia wręczenia Oscarów
- nominacja: najlepszy film
- nominacja: najlepszy reżyser
- nominacja: najlepszy scenariusz adaptowany
- nominacja: najlepsza aktorka pierwszoplanowa

27. Sundance Film Festival
- nagroda: Wielka Nagroda Jury za film dramatyczny − Benh Zeitlin
- nagroda: Nagroda Operatorska za film dramatyczny − Ben Richardson

65. MFF w Cannes
- nagroda: Nagroda FIPRESCI sekcji Un Certain Regard − Benh Zeitlin
- nagroda: Złota Kamera − Benh Zeitlin
- nagroda: Nagroda Regards Jeune − Benh Zeitlin
- nagroda: Wyróżnienie Jury Ekumenicznego − Benh Zeitlin